# 미양초등학교
미양초등학교는 대한민국 경기도 안성시 미양면 양지리에 있는 공립 초등학교이다.

## 학교 연혁
- 1929년 12월 5일 미양공립보통학교(4년제) 개교설립인가 8월 26일
- 1938년 4월 1일 미양공립심상소학교(6년제)로 개칭[1]
- 1941년 4월 1일 미양공립국민학교로 개칭[2]
- 1996년 3월 1일 미양초등학교 개칭[3]
- 2010년 9월 14일 「푸른하늘관」 미양체육관 개관
- 2013년 2월 15일 화장실 환경개선
- 2016년 3월 18일「돌봄교실·어학실」 특별교실 개관
- 2017년 9월 28일 도서실 리모델링
- 2020년 2월 17일 방송시설 환경 개선
- 2022년 1월 5일 제90회 졸업식(15명, 누계 7,104명)
- 2022년 2월 14일 학습정원 사업 1차 준공
- 2022년 3월 1일 6학급 편성, 특수학급 1학급, 유치원 1학급
- 2022년 9월 1일 제22대 홍정기 교장 부임

## 참고 자료
- 미양초등학교 - 한국교육학술정보원 학교알리미